# Bình Sơn, Hiệp Đức
Bình Sơn là một xã thuộc huyện Hiệp Đức, tỉnh Quảng Nam, Việt Nam.
Xã Bình Sơn có diện tích 21,70 km², dân số năm 2019 là 2.626 người, mật độ dân số đạt 121 người/km².